# Schatzfund von El Carambolo

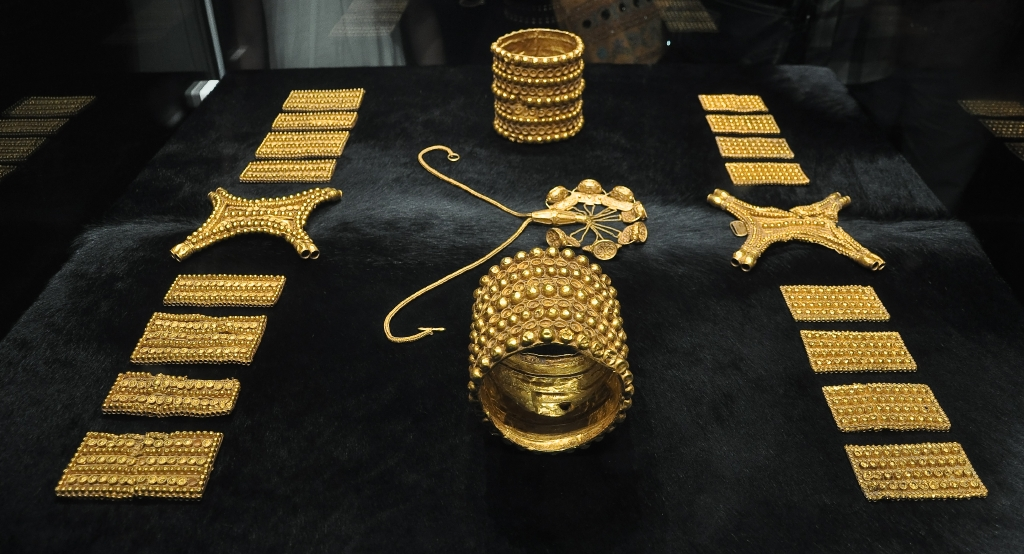
„Schatz von Carambolo“ in seiner Gesamtheit

Der Schatzfund von El Carambolo (spanisch: Tesoro del Carambolo) ist einer der größten Depotfunde von Goldgegenständen aus der späten europäischen Bronzezeit in Spanien. Der gesamte Depotfund befindet sich im Archäologischen Museum Sevilla.

## Entdeckung und Einordnung
Entdeckt wurde der aus 21 Goldgegenständen, darunter Pektorale, Armreife etc. bestehende Schatz am 30. September 1958 auf einem ca. 60 m hohen Hügel beim ca. 3 km westlich von Sevilla gelegenen Dorf El Carambolo. Der insgesamt annähernd 3 kg schwere und in einem einheitlichen Stil, d. h. in einer einzigen Werkstatt gefertigte Schatz erhöhte das wissenschaftliche Interesse an der Tartessos-Kultur. Einige Forscher ordnen den Schatz hingegen der Kultur der Phönizier bzw. der Karthager (ca. 800 bis 250 v. Chr.) zu.

## Dekor
Das Dekor sämtlicher Schmuckstücke ist abstrakt; tierische oder anthropomorphe Details fehlen.